# Caloptilia peltophanes
Caloptilia peltophanes är en fjärilsart som först beskrevs av Edward Meyrick 1907.  Caloptilia peltophanes ingår i släktet Caloptilia och familjen styltmalar. Inga underarter finns listade i Catalogue of Life.